# Gŵyr

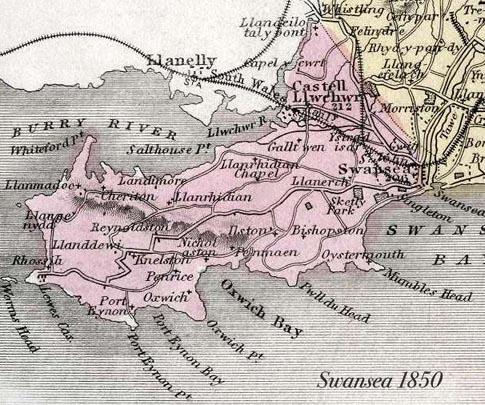
mapa poloostrova z roku 1850

Gŵyr (anglicky Gower) je poloostrov ležící na jihu Walesu. Leží západně od Bristolského zálivu a rozkládá se na ploše přibližně 180 km2. Nachází se zde řada jeskyní, několik hradů (Loughor, Oystermouth, Oxwich, Pennard, Penrice a Weobley) a velké množství pláží (například Caswell a Broughton Bay). Poloostrov patří k městu Swansea a mezi další sídla zde patří vesnice Gowerton, Llangennith, Port Eynon a Penclawdd. Roku 1956 se poloostrov stal první oblasti Spojeného království, která získala titul Area of Outstanding Natural Beauty.